# WrestleMania 37
WrestleMania 37 war eine zweitägige Wrestling-Veranstaltung der WWE, die auf dem WWE Network und dem Streaming-Portal Peacock ausgestrahlt wurde. Sie fand am 10. April 2021 und 11. April 2021 im Raymond James Stadium in Tampa, Florida, Vereinigte Staaten statt. Es war die 37. Austragung dieser Großveranstaltung unter dem Namen WrestleMania seit März 1985.

## Hintergrund
Im Vorfeld der Veranstaltung wurden vierzehn Matches angesetzt.
Diese resultierten aus den Storylines, die in den Wochen vor WrestleMania 37 bei Raw und SmackDown, den wöchentlichen auf dem WWE Network ausgestrahlten Shows der WWE gezeigt wurden.
Das ursprünglich angesetzte Match zwischen Bad Bunny und The Miz, wurde in ein Tag Team Match umgewandelt. So trat Damian Priest an der Seite von Bad Bunny an und John Morrison an der Seite von The Miz.

## Ergebnisse der ersten Nacht
| Matchart                                            |                             |      | | Zeit  |
| --------------------------------------------------- | --------------------------- | ---- | --------------------------------------------------------------------------------------------------- | ----- |
| Singles-Match um die WWE Championship               | Bobby Lashley (c)           | bes. | Drew McIntyre                                                                                       | 18:20 |
| Tag-Team-Turmoil-Match                              | Tamina und Natalya          | bes. | Lana und Naomi, Liv Morgan und Ruby Riott, Mandy Rose und Dana Brooke sowie Carmella und Billie Kay | 14:00 |
| Singles-Match                                       | Cesaro                      | bes. | Seth Rollins                                                                                        | 11:27 |
| Tag-Team-Match um die Raw Tag Team Championship     | AJ Styles und Omos          | bes. | The New Day Kofi Kingston und Xavier Woods (C)                                                      | 9:48  |
| Steel-Cage-Match                                    | Braun Strowman              | bes. | Shane McMahon                                                                                       | 11:28 |
| Tag-Team-Match                                      | Bad Bunny und Damian Priest | bes. | The Miz und John Morrison                                                                           | 15:00 |
| Singles-Match um die SmackDown Women’s Championship | Bianca Belair               | bes. | Sasha Banks (C)                                                                                     | 17:11 |

## Ergebnisse der zweiten Nacht
| Matchart                                                     |                                |      |                       | Zeit  |
| ------------------------------------------------------------ | ------------------------------ | ---- | --------------------- | ----- |
| Singles-Match                                                | Randy Orton                    | bes. | Bray Wyatt            | 5:50  |
| Tag-Team-Match um die WWE Women’s Tag Team Championship      | Nia Jax und Shayna Baszler (C) | bes. | Tamina und Natalya    | 13:55 |
| Singles-Match                                                | Kevin Owens                    | bes. | Sami Zayn             | 9:17  |
| Singles-Match um die WWE United States Championship          | Sheamus                        | bes. | Riddle (C)            | 10:50 |
| Nigerian-Drum-Fight um die WWE Intercontinental Championship | Apollo Crews                   | bes. | Big E (C)             | 6:50  |
| Singles-Match um die Raw Women’s Championship                | Rhea Ripley                    | bes. | Asuka (C)             | 13:27 |
| Triple-Threat-Match um die WWE Universal Championship        | Roman Reigns (C)               | bes. | Daniel Bryan und Edge | 21:41 |

| Funktion      | Name            |
| ------------- | --------------- |
| Hosts         | Hulk Hogan      |
| Hosts         | Titus O’Neil    |
| Kommentatoren | Byron Saxton    |
| Kommentatoren | Samoa Joe       |
| Kommentatoren | Corey Graves    |
| Kommentatoren | Michael Cole    |
| Kommentatoren | Jerry Lawler    |
| Kommentatoren | Booker T        |
| Kommentatoren | JBL             |
| Pre-Show      | Kayla Braxton   |
| Pre-Show      | Peter Rosenberg |
| Pre-Show      | Booker T        |
| Pre-Show      | Jerry Lawler    |
| Pre-Show      | JBL             |
| Pre-Show      | Sonya Deville   |
| Ringansager   | Mike Rome       |
| Ringansager   | Greg Hamilton   |

## Besonderheiten
- Aufgrund der Corona-Pandemie wurde der Pay-Per-View vor virtuellen und eingeschränkt vor Ort anwesenden Zuschauern ausgetragen.
- Es war die zweite WrestleMania in Folge, welche an zwei Tagen stattfand.